# 沈瑞麟
沈 瑞麟（しん ずいりん）は清末民初、満州国の政治家・外交官。字は硯裔。

## 事績

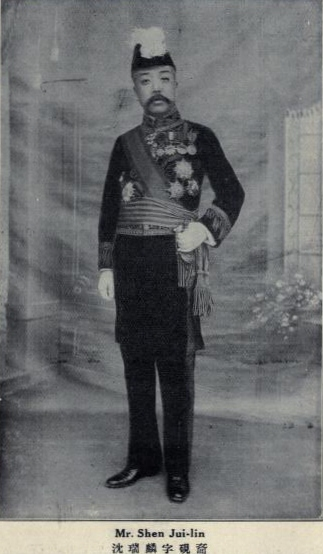
Who's Who in China 3rd ed. (1925)

清朝の挙人で、1902年（光緒28年）、ベルギー公使館の随員となる。1908年（光緒34年）、ドイツ公使館の代理二等参賛となり、万国保護文芸美術版権公会会員も兼任した。1909年（宣統1年）、清朝の外務部参議に異動する。その翌年、駐オーストリア公使に任じられた。
1912年（民国元年）、中華民国成立後も引き続き駐オーストリア公使をつとめる。1917年（民国6年）8月、北京政府の対オーストリア宣戦と共に帰国した。1918年（民国7年）8月から1920年（民国9年）9月まで和約研究会副会長をつとめる。1921年（民国10年）、ワシントン会議中国代表団の顧問をつとめた。
1922年（民国11年）1月、北京政府外交部次長に任じられた。1925年（民国14年）2月、臨時執政段祺瑞の下で外交総長に昇格し、関税特別会議委員長も兼任した。同年12月、許世英内閣の成立とともに、外交総長を辞任する。1927年（民国16年）6月、潘復内閣で内務総長に任命された（北京政府最後の内務総長である）。翌年には、督弁京都市政事宜も兼ねている。北京政府崩壊後の1929年（民国17年）、中東鉄路理事兼東北辺防司令長官公署参議となる。
1932年（大同1年）に満州国が成立すると、北満鉄路首席理事に就任する。1933年（大同2年）、満州国執政府の中令に任じられた。愛新覚羅溥儀が皇帝に即位した1934年（康徳1年）3月、執政府中令から改組されて宮内府大臣となった。1935年（康徳2年）5月21日、参議府参議に移る。1940年（康徳7年）5月、参議府参議から罷免され、祭祀府副総裁に転じた。
1945年8月に満州国が崩壊すると、沈瑞麟はソ連軍に逮捕された。その後、シベリアへ護送されかけたが、体調不良のために北安省（北安県？）に留め置かれ、同年中に同地で死去した。享年72。

## 注
1. 1 2 3 4 5  王ほか主編（1996）、870頁。
2. 1 2 3 4  徐主編（2007）、753頁。
3. ↑  「鄭総理辞表を捧呈 張景恵氏に大命降下」『東京朝日新聞』昭和15年（1935年）5月22日夕刊。